# 1982-es labdarúgó-világbajnokság (keretek)
Ebben a listában az 1982-es labdarúgó-világbajnokságon részt vevő országok keretei vannak felsorolva. Ez volt az első világbajnokság, ahol 24 nemzet válogatottja mérhette össze erejét.

## 1. csoport

### Kamerun
Szövetségi kapitány:  Jean Vincent
| Szám | Poszt | Név                 | Születési dátum (Kor)         | Vál. | Klub                 |
| ---- | ----- | ------------------- | ----------------------------- | ---- | -------------------- |
| 1    | K     | Thomas N’Kono       | 1956. július 20. (25 éves)    |      | Canon Yaoundé        |
| 2    | V     | Michel Kaham        | 1952. június 1. (30 éves)     |      | Stade Quimperois     |
| 3    | V     | Edmond Enoka        | 1955. december 17. (26 éves)  |      | Dragon Douala        |
| 4    | V     | René Ndjeya         | 1953. október 9. (28 éves)    |      | Union Douala         |
| 5    | V     | Elie Onana          | 1958. október 13. (23 éves)   |      | Federal Foumban      |
| 6    | KP    | Emmanuel Kundé      | 1956. július 15. (25 éves)    |      | Canon Yaoundé        |
| 7    | KP    | Ephrem M’Bom        | 1955. október 19. (26 éves)   |      | Canon Yaoundé        |
| 8    | KP    | Grégoire M’Bida     | 1955. január 27. (27 éves)    |      | Canon Yaoundé        |
| 9    | CS    | Roger Milla         | 1952. május 20. (30 éves)     |      | Bastia               |
| 10   | CS    | Jean-Pierre Tokoto  | 1948. január 26. (34 éves)    |      | Jacksonville Tea Men |
| 11   | KP    | Charles Toubé       | 1958. január 22. (24 éves)    |      | Tonnerre Yaoundé     |
| 12   | K     | Joseph-Antoine Bell | 1954. október 8. (27 éves)    |      | Africa Sports        |
| 13   | CS    | Paul Bahoken        | 1955. július 7. (26 éves)     |      | Cannes               |
| 14   | KP    | Théophile Abega     | 1954. július 9. (27 éves)     |      | Canon Yaoundé        |
| 15   | V     | François Ndoumbé    | 1954. január 30. (28 éves)    |      | Union Douala         |
| 16   | V     | Ibrahim Aoudou      | 1955. augusztus 23. (26 éves) |      | Cannes               |
| 17   | KP    | Joseph Kamga        | 1953. augusztus 17. (28 éves) |      | Union Douala         |
| 18   | CS    | Jacques N’Guea      | 1955. november 8. (26 éves)   |      | Canon Yaoundé        |
| 19   | KP    | Joseph Enanga       | 1956. november 18. (25 éves)  |      | Union Douala         |
| 20   | CS    | Alain Eyobo         | 1961. október 23. (20 éves)   |      | Dynamo Douala        |
| 21   | CS    | Ernest Ebongué      | 1962. május 15. (20 éves)     |      | Tonnerre Yaoundé     |
| 22   | K     | Simon Tchobang      | 1951. augusztus 31. (30 éves) |      | Dynamo Douala        |

### Olaszország
Szövetségi kapitány:  Enzo Bearzot
| Szám | Poszt | Név                  | Születési dátum (Kor)          | Vál. | Klub           |
| ---- | ----- | -------------------- | ------------------------------ | ---- | -------------- |
| 1    | K     | Dino Zoff            | 1942. február 28. (40 éves)    |      | Juventus       |
| 2    | V     | Franco Baresi        | 1960. május 8. (22 éves)       |      | Milan          |
| 3    | V     | Giuseppe Bergomi     | 1963. december 22. (18 éves)   |      | Internazionale |
| 4    | V     | Antonio Cabrini      | 1957. október 8. (24 éves)     |      | Juventus       |
| 5    | V     | Fulvio Collovati     | 1957. május 9. (25 éves)       |      | Milan          |
| 6    | V     | Claudio Gentile      | 1953. szeptember 27. (28 éves) |      | Juventus       |
| 7    | V     | Gaetano Scirea       | 1953. május 25. (29 éves)      |      | Juventus       |
| 8    | V     | Pietro Vierchowod    | 1959. április 6. (23 éves)     |      | Fiorentina     |
| 9    | KP    | Giancarlo Antognoni  | 1954. április 1. (28 éves)     |      | Fiorentina     |
| 10   | KP    | Giuseppe Dossena     | 1958. május 2. (24 éves)       |      | Torino         |
| 11   | KP    | Giampiero Marini     | 1951. február 25. (31 éves)    |      | Internazionale |
| 12   | K     | Ivano Bordon         | 1951. április 13. (31 éves)    |      | Internazionale |
| 13   | KP    | Gabriele Oriali      | 1952. november 25. (29 éves)   |      | Internazionale |
| 14   | KP    | Marco Tardelli       | 1954. szeptember 24. (27 éves) |      | Juventus       |
| 15   | KP    | Franco Causio        | 1949. február 1. (33 éves)     |      | Udinese        |
| 16   | KP    | Bruno Conti          | 1955. március 13. (27 éves)    |      | Roma           |
| 17   | CS    | Daniele Massaro      | 1961. május 23. (21 éves)      |      | Fiorentina     |
| 18   | CS    | Alessandro Altobelli | 1955. november 28. (26 éves)   |      | Internazionale |
| 19   | CS    | Francesco Graziani   | 1952. december 12. (29 éves)   |      | Fiorentina     |
| 20   | CS    | Paolo Rossi          | 1956. szeptember 23. (25 éves) |      | Juventus       |
| 21   | CS    | Franco Selvaggi      | 1953. május 15. (29 éves)      |      | Cagliari       |
| 22   | K     | Giovanni Galli       | 1958. április 29. (24 éves)    |      | Fiorentina     |

Az olasz válogatott a kapusok kivételével a mezek számozását pozíciónként betűrendben osztotta ki.

### Peru
Szövetségi kapitány:  Tim
| Szám | Poszt | Név                 | Születési dátum (Kor)          | Vál. | Klub                     |
| ---- | ----- | ------------------- | ------------------------------ | ---- | ------------------------ |
| 1    | K     | Eusebio Acasuzo     | 1952. április 8. (30 éves)     |      | Universitario            |
| 2    | V     | Jaime Duarte        | 1955. február 27. (27 éves)    |      | Alianza Lima             |
| 3    | V     | Salvador Salguero   | 1951. augusztus 10. (30 éves)  |      | Alianza Lima             |
| 4    | V     | Hugo Gastulo        | 1958. január 9. (24 éves)      |      | Universitario            |
| 5    | KP    | Germán Leguía       | 1954. január 2. (28 éves)      |      | Universitario            |
| 6    | KP    | José Velásquez      | 1952. június 4. (30 éves)      |      | Independiente Medellín   |
| 7    | CS    | Gerónimo Barbadillo | 1954. szeptember 24. (27 éves) |      | UANL Tigres              |
| 8    | KP    | César Cueto         | 1952. június 16. (29 éves)     |      | Atlético Nacional        |
| 9    | KP    | Julio César Uribe   | 1958. május 9. (24 éves)       |      | Sporting Cristal         |
| 10   | CS    | Teófilo Cubillas    | 1949. március 8. (33 éves)     |      | Fort Lauderdale Strikers |
| 11   | CS    | Juan Carlos Oblitas | 1951. december 16. (30 éves)   |      | Seraing                  |
| 12   | K     | José González       | 1954. július 10. (27 éves)     |      | Alianza Lima             |
| 13   | KP    | Óscar Arizaga       | 1957. augusztus 20. (24 éves)  |      | Atlético Chalaco         |
| 14   | KP    | Miguel Gutiérrez    | 1956. november 19. (25 éves)   |      | Sporting Cristal         |
| 15   | V     | Rubén Toribio Díaz  | 1952. április 17. (30 éves)    |      | Sporting Cristal         |
| 16   | V     | Jorge Olaechea      | 1956. augusztus 27. (25 éves)  |      | Alianza Lima             |
| 17   | V     | Franco Navarro      | 1961. november 10. (20 éves)   |      | Deportivo Municipal      |
| 18   | KP    | Eduardo Malásquez   | 1957. október 13. (24 éves)    |      | Deportivo Municipal      |
| 19   | CS    | Guillermo La Rosa   | 1952. június 6. (30 éves)      |      | Atlético Nacional        |
| 20   | CS    | Percy Rojas         | 1949. szeptember 16. (32 éves) |      | Seraing                  |
| 21   | K     | Ramón Quiroga       | 1950. július 23. (31 éves)     |      | Sporting Cristal         |
| 22   | KP    | Luis Reyna          | 1959. május 6. (23 éves)       |      | Sporting Cristal         |

### Lengyelország
Szövetségi kapitány:  Antoni Piechniczek
| Szám | Poszt | Név                  | Születési dátum (Kor)          | Vál. | Klub           |
| ---- | ----- | -------------------- | ------------------------------ | ---- | -------------- |
| 1    | K     | Józef Młynarczyk     | 1953. szeptember 20. (28 éves) |      | Widzew Łódź    |
| 2    | V     | Marek Dziuba         | 1955. december 19. (26 éves)   |      | ŁKS Łódź       |
| 3    | KP    | Janusz Kupcewicz     | 1955. december 9. (26 éves)    |      | Arka Gdynia    |
| 4    | V     | Tadeusz Dolny        | 1958. május 7. (24 éves)       |      | Górnik Zabrze  |
| 5    | KP    | Paweł Janas          | 1953. március 4. (29 éves)     |      | Legia Warszawa |
| 6    | V     | Piotr Skrobowski     | 1961. október 16. (20 éves)    |      | Wisła Kraków   |
| 7    | V     | Jan Jałocha          | 1957. július 18. (24 éves)     |      | Wisła Kraków   |
| 8    | KP    | Waldemar Matysik     | 1961. szeptember 27. (20 éves) |      | Górnik Zabrze  |
| 9    | KP    | Władysław Żmuda      | 1954. június 6. (28 éves)      |      | Widzew Łódź    |
| 10   | V     | Stefan Majewski      | 1956. január 31. (26 éves)     |      | Legia Warszawa |
| 11   | KP    | Włodzimierz Smolarek | 1957. július 16. (24 éves)     |      | Widzew Łódź    |
| 12   | V     | Roman Wójcicki       | 1958. január 8. (24 éves)      |      | Śląsk Wrocław  |
| 13   | KP    | Andrzej Buncol       | 1959. szeptember 21. (22 éves) |      | Legia Warszawa |
| 14   | KP    | Andrzej Pałasz       | 1960. július 22. (21 éves)     |      | Górnik Zabrze  |
| 15   | KP    | Włodzimierz Ciołek   | 1956. március 24. (26 éves)    |      | Stal Mielec    |
| 16   | CS    | Grzegorz Lato        | 1950. április 8. (32 éves)     |      | Lokeren        |
| 17   | CS    | Andrzej Szarmach     | 1950. október 3. (31 éves)     |      | Auxerre        |
| 18   | KP    | Marek Kusto          | 1954. április 29. (28 éves)    |      | Legia Warszawa |
| 19   | KP    | Andrzej Iwan         | 1959. november 10. (22 éves)   |      | Wisła Kraków   |
| 20   | CS    | Zbigniew Boniek      | 1956. március 3. (26 éves)     |      | Widzew Łódź    |
| 21   | K     | Jacek Kazimierski    | 1959. augusztus 17. (22 éves)  |      | Legia Warszawa |
| 22   | K     | Piotr Mowlik         | 1951. április 21. (31 éves)    |      | Lech Poznań    |

## 2. csoport

### Algéria
Szövetségi kapitány:  Mahídin Hálef és Rasíd Mehlúfí
| Szám | Poszt | Név                 | Születési dátum (Kor)          | Vál. | Klub                |
| ---- | ----- | ------------------- | ------------------------------ | ---- | ------------------- |
| 1    | K     | Mehdi Cerbah        | 1953. január 3. (29 éves)      |      | RS Kouba            |
| 2    | V     | Mahmúd Kendúz       | 1953. február 24. (29 éves)    |      | MA Hussein Dey      |
| 3    | V     | Musztafa Kújszí     | 1954. április 16. (28 éves)    |      | MA Hussein Dey      |
| 4    | V     | Nourredine Kourichi | 1954. április 12. (28 éves)    |      | Girondins Bordeaux  |
| 5    | V     | Sabán Merzekán      | 1959. március 8. (23 éves)     |      | MA Hussein Dey      |
| 6    | KP    | Alí Bensejh         | 1955. január 9. (27 éves)      |      | MP Alger            |
| 7    | CS    | Szaláh Asszád       | 1958. március 13. (24 éves)    |      | RS Kouba            |
| 8    | KP    | Alí Fergání         | 1952. szeptember 21. (29 éves) |      | JE Tizi-Ouzou       |
| 9    | CS    | Tedzs Benszúla      | 1954. december 1. (27 éves)    |      | MP Oran             |
| 10   | KP    | Lahdar Bellúmi      | 1958. december 29. (23 éves)   |      | GCR Mascara         |
| 11   | CS    | Rabáh Mádzser       | 1958. december 15. (23 éves)   |      | MA Hussein Dey      |
| 12   | V     | Szaláh Lárbesz      | 1952. szeptember 16. (29 éves) |      | JE Tizi-Ouzou       |
| 13   | KP    | Hoszín Jáhi         | 1960. április 25. (22 éves)    |      | CM Belcourt         |
| 14   | KP    | Dzsamál Zídán       | 1955. április 28. (27 éves)    |      | Kortrijk            |
| 15   | KP    | Musztafa Dáleb      | 1952. február 8. (30 éves)     |      | Paris Saint-Germain |
| 16   | V     | Fúzí Manszúri       | 1956. január 17. (26 éves)     |      | Montpellier SC      |
| 17   | V     | Abdelkáder Horr     | 1953. november 10. (28 éves)   |      | DNC Alger           |
| 18   | KP    | Kárím Márúk         | 1958. március 5. (24 éves)     |      | Tours               |
| 19   | KP    | Zsamál Tlemszáni    | 1955. április 16. (27 éves)    |      | Stade de Reims      |
| 20   | CS    | Abdelmázsid Búrebú  | 1951. március 16. (31 éves)    |      | Stade Lavallois     |
| 21   | K     | Murád Amára         | 1959. február 19. (23 éves)    |      | JE Tizi-Ouzou       |
| 22   | K     | Jaszín Bentála      | 1955. szeptember 24. (26 éves) |      | MA Hussein Dey      |

### Ausztria
Szövetségi kapitány:  Felix Latzke és Georg Schmidt
| Szám | Poszt | Név                  | Születési dátum (Kor)         | Vál. | Klub                |
| ---- | ----- | -------------------- | ----------------------------- | ---- | ------------------- |
| 1    | K     | Friedrich Koncilia   | 1948. február 25. (34 éves)   | 60   | Austria Wien        |
| 2    | V     | Bernd Krauss         | 1957. május 8. (25 éves)      | 5    | Rapid Wien          |
| 3    | V     | Erich Obermayer      | 1953. január 23. (29 éves)    | 35   | Austria Wien        |
| 4    | V     | Josef Degeorgi       | 1960. január 19. (22 éves)    | 3    | Admira Wacker       |
| 5    | V     | Bruno Pezzey         | 1955. február 3. (27 éves)    | 53   | Eintracht Frankfurt |
| 6    | KP    | Roland Hattenberger  | 1948. december 7. (33 éves)   | 47   | SSW Innsbruck       |
| 7    | CS    | Walter Schachner     | 1957. február 1. (25 éves)    | 33   | Cesena              |
| 8    | KP    | Herbert Prohaska     | 1955. augusztus 8. (26 éves)  | 57   | Inter Milan         |
| 9    | CS    | Hans Krankl          | 1953. február 14. (29 éves)   | 61   | Rapid Wien          |
| 10   | KP    | Reinhold Hintermaier | 1956. február 14. (26 éves)   | 10   | 1. FC Nürnberg      |
| 11   | CS    | Kurt Jara            | 1950. október 14. (31 éves)   | 55   | Grasshopper Club    |
| 12   | KP    | Anton Pichler        | 1955. október 4. (26 éves)    | 5    | Sturm Graz          |
| 13   | CS    | Max Hagmayr          | 1956. november 16. (25 éves)  | 6    | VÖEST Linz          |
| 14   | V     | Ernst Baumeister     | 1957. január 22. (25 éves)    | 11   | Austria Wien        |
| 15   | KP    | Johann Dihanich      | 1958. október 24. (23 éves)   | 8    | Austria Wien        |
| 16   | V     | Gerald Messlender    | 1961. október 1. (20 éves)    | 0    | Admira Wacker       |
| 17   | V     | Johann Pregesbauer   | 1958. június 8. (24 éves)     | 4    | Rapid Wien          |
| 18   | CS    | Gernot Jurtin        | 1955. szeptember 9. (26 éves) | 5    | Sturm Graz          |
| 19   | V     | Heribert Weber       | 1955. június 28. (26 éves)    | 27   | Rapid Wien          |
| 20   | CS    | Kurt Welzl           | 1954. november 6. (27 éves)   | 19   | Valencia            |
| 21   | K     | Herbert Feurer       | 1954. január 14. (28 éves)    | 7    | Rapid Wien          |
| 22   | K     | Klaus Lindenberger   | 1957. május 28. (25 éves)     | 1    | LASK Linz           |

### Chile
Szövetségi kapitány:  Luis Santibañez
| Szám | Poszt | Név                  | Születési dátum (Kor)          | Vál. | Klub                 |
| ---- | ----- | -------------------- | ------------------------------ | ---- | -------------------- |
| 1    | K     | Óscar Wirth          | 1955. november 5. (26 éves)    | 5    | Cobreloa             |
| 2    | V     | Lizardo Garrido      | 1957. augusztus 25. (24 éves)  | 15   | Colo-Colo            |
| 3    | V     | René Valenzuela      | 1955. április 20. (27 éves)    | 23   | Universidad Católica |
| 4    | V     | Vladimir Bigorra     | 1954. augusztus 9. (27 éves)   | 17   | Universidad de Chile |
| 5    | V     | Elías Figueroa       | 1946. október 25. (35 éves)    | 44   | Colo-Colo            |
| 6    | KP    | Rodolfo Dubó         | 1953. szeptember 11. (28 éves) | 27   | Palestino            |
| 7    | KP    | Eduardo Bonvallet    | 1955. január 13. (27 éves)     | 21   | Universidad Católica |
| 8    | KP    | Carlos Rivas         | 1953. május 24. (29 éves)      | 24   | Colo-Colo            |
| 9    | CS    | Juan Carlos Letelier | 1959. május 20. (23 éves)      | 5    | Cobreloa             |
| 10   | KP    | Mario Soto           | 1950. július 10. (31 éves)     | 34   | Cobreloa             |
| 11   | KP    | Gustavo Moscoso      | 1955. augusztus 10. (26 éves)  | 18   | Universidad Católica |
| 12   | K     | Marco Cornez         | 1957. október 15. (24 éves)    | 0    | Palestino            |
| 13   | CS    | Carlos Caszely       | 1950. július 5. (31 éves)      | 42   | Colo-Colo            |
| 14   | KP    | Raúl Ormeño          | 1958. június 21. (23 éves)     | 1    | Colo-Colo            |
| 15   | CS    | Patricio Yáñez       | 1961. január 20. (21 éves)     | 23   | San Luis             |
| 16   | KP    | Manuel Rojas         | 1954. június 13. (28 éves)     | 27   | Universidad Católica |
| 17   | V     | Óscar Rojas          | 1958. november 15. (23 éves)   | 1    | Colo-Colo            |
| 18   | V     | Mario Galindo        | 1951. augusztus 10. (30 éves)  | 28   | Colo-Colo            |
| 19   | V     | Enzo Escobar         | 1951. november 10. (30 éves)   | 26   | Cobreloa             |
| 20   | KP    | Miguel Ángel Neira   | 1952. október 9. (29 éves)     | 23   | Universidad Católica |
| 21   | CS    | Miguel Ángel Gamboa  | 1951. június 21. (30 éves)     | 14   | Universidad de Chile |
| 22   | K     | Mario Osbén          | 1950. július 14. (31 éves)     | 26   | Colo-Colo            |

### NSZK
Szövetségi kapitány:  Jupp Derwall
| Szám | Poszt | Név                   | Születési dátum (Kor)          | Vál. | Klub                     |
| ---- | ----- | --------------------- | ------------------------------ | ---- | ------------------------ |
| 1    | K     | Harald Schumacher     | 1954. március 6. (28 éves)     |      | 1. FC Köln               |
| 2    | KP    | Hans-Peter Briegel    | 1955. október 11. (26 éves)    |      | 1. FC Kaiserslautern     |
| 3    | KP    | Paul Breitner         | 1951. szeptember 5. (30 éves)  |      | Bayern München           |
| 4    | V     | Karlheinz Förster     | 1958. július 25. (23 éves)     |      | VfB Stuttgart            |
| 5    | V     | Bernd Förster         | 1956. május 3. (26 éves)       |      | VfB Stuttgart            |
| 6    | KP    | Wolfgang Dremmler     | 1954. július 12. (27 éves)     |      | Bayern München           |
| 7    | KP    | Pierre Littbarski     | 1960. április 16. (22 éves)    |      | 1. FC Köln               |
| 8    | CS    | Klaus Fischer         | 1949. december 27. (32 éves)   |      | 1. FC Köln               |
| 9    | CS    | Horst Hrubesch        | 1951. április 17. (31 éves)    |      | Hamburger SV             |
| 10   | KP    | Hansi Müller          | 1957. július 27. (24 éves)     |      | VfB Stuttgart            |
| 11   | CS    | Karl-Heinz Rummenigge | 1955. szeptember 25. (26 éves) |      | Bayern München           |
| 12   | V     | Wilfried Hannes       | 1957. május 17. (25 éves)      |      | Borussia Mönchengladbach |
| 13   | CS    | Uwe Reinders          | 1955. január 19. (27 éves)     |      | Werder Bremen            |
| 14   | KP    | Felix Magath          | 1953. július 26. (28 éves)     |      | Hamburger SV             |
| 15   | KP    | Uli Stielike          | 1954. november 15. (27 éves)   |      | Real Madrid              |
| 16   | CS    | Thomas Allofs         | 1959. november 17. (22 éves)   |      | Fortuna Düsseldorf       |
| 17   | KP    | Stephan Engels        | 1960. szeptember 6. (21 éves)  |      | 1. FC Köln               |
| 18   | KP    | Lothar Matthäus       | 1961. március 21. (21 éves)    |      | Borussia Mönchengladbach |
| 19   | V     | Holger Hieronymus     | 1959. február 22. (23 éves)    |      | Hamburger SV             |
| 20   | V     | Manfred Kaltz         | 1953. január 6. (29 éves)      |      | Hamburger SV             |
| 21   | K     | Bernd Franke          | 1948. február 12. (34 éves)    |      | Eintracht Braunschweig   |
| 22   | K     | Eike Immel            | 1960. november 27. (21 éves)   |      | Borussia Dortmund        |

## 3. csoport

### Argentína
Szövetségi kapitány:  César Luis Menotti
| Szám | Poszt | Név                  | Születési dátum (Kor)         | Vál. | Klub                |
| ---- | ----- | -------------------- | ----------------------------- | ---- | ------------------- |
| 1    | KP    | Osvaldo Ardiles      | 1952. augusztus 3. (29 éves)  |      | Tottenham Hotspur   |
| 2    | K     | Héctor Baley         | 1950. november 16. (31 éves)  |      | Talleres de Córdoba |
| 3    | KP    | Juan Barbas          | 1959. augusztus 23. (22 éves) |      | Racing              |
| 4    | KP    | Daniel Bertoni       | 1955. március 14. (27 éves)   |      | Fiorentina          |
| 5    | KP    | Gabriel Calderón     | 1960. február 7. (22 éves)    |      | Independiente       |
| 6    | CS    | Ramón Díaz           | 1959. augusztus 29. (22 éves) |      | River Plate         |
| 7    | K     | Ubaldo Fillol        | 1950. július 21. (31 éves)    |      | River Plate         |
| 8    | V     | Luis Galván          | 1948. február 24. (34 éves)   |      | Talleres de Córdoba |
| 9    | KP    | Américo Gallego      | 1955. május 24. (27 éves)     |      | River Plate         |
| 10   | KP    | Diego Maradona       | 1960. október 30. (21 éves)   |      | Boca Juniors        |
| 11   | CS    | Mario Kempes         | 1954. július 15. (27 éves)    |      | River Plate         |
| 12   | KP    | Patricio Hernández   | 1956. augusztus 16. (25 éves) |      | Estudiantes         |
| 13   | V     | Julio Olarticoechea  | 1958. október 18. (23 éves)   |      | River Plate         |
| 14   | V     | Jorge Olguín         | 1952. május 17. (30 éves)     |      | Independiente       |
| 15   | V     | Daniel Passarella    | 1953. május 25. (29 éves)     |      | River Plate         |
| 16   | K     | Nery Pumpido         | 1957. július 30. (24 éves)    |      | Vélez Sarsfield     |
| 17   | CS    | Santiago Santamaría  | 1952. augusztus 22. (29 éves) |      | Newell’s Old Boys   |
| 18   | V     | Alberto Tarantini    | 1955. december 3. (26 éves)   |      | River Plate         |
| 19   | V     | Enzo Trossero        | 1953. május 23. (29 éves)     |      | Independiente       |
| 20   | CS    | Jorge Valdano        | 1955. október 4. (26 éves)    |      | Real Zaragoza       |
| 21   | KP    | José Daniel Valencia | 1955. október 3. (26 éves)    |      | Talleres de Córdoba |
| 22   | V     | José Van Tuyne       | 1954. december 13. (27 éves)  |      | Racing              |

Az argentin válogatott a mezek számozását betűrendbe állította. A Maradonának ítélt 10-es szám miatt Hernández kapta a 12-est.

### Belgium
Szövetségi kapitány:  Guy Thys
| Szám | Poszt | Név                     | Születési dátum (Kor)          | Vál. | Klub            |
| ---- | ----- | ----------------------- | ------------------------------ | ---- | --------------- |
| 1    | K     | Jean-Marie Pfaff        | 1953. december 4. (28 éves)    |      | Beveren         |
| 2    | V     | Eric Gerets             | 1954. május 18. (28 éves)      |      | Standard Liège  |
| 3    | V     | Luc Millecamps          | 1951. szeptember 10. (30 éves) |      | Waregem         |
| 4    | V     | Walter Meeuws           | 1951. július 11. (30 éves)     |      | Standard Liège  |
| 5    | V     | Michel Renquin          | 1955. november 3. (26 éves)    |      | Anderlecht      |
| 6    | KP    | Franky Vercauteren      | 1956. október 28. (25 éves)    |      | Anderlecht      |
| 7    | KP    | Jos Daerden             | 1954. november 26. (27 éves)   |      | Standard Liège  |
| 8    | KP    | Wilfried Van Moer       | 1945. március 1. (37 éves)     |      | Beveren         |
| 9    | CS    | Erwin Vandenbergh       | 1959. január 26. (23 éves)     |      | Lierse          |
| 10   | KP    | Ludo Coeck              | 1955. szeptember 25. (26 éves) |      | Anderlecht      |
| 11   | KP    | Jan Ceulemans           | 1957. február 28. (25 éves)    |      | Club Brugge     |
| 12   | K     | Theo Custers            | 1950. augusztus 10. (31 éves)  |      | Espanyol        |
| 13   | CS    | François Van der Elst   | 1954. december 1. (27 éves)    |      | West Ham United |
| 14   | V     | Marc Baecke             | 1956. július 24. (25 éves)     |      | Beveren         |
| 15   | V     | Maurits De Schrijver    | 1951. június 26. (30 éves)     |      | Lokeren         |
| 16   | V     | Gerard Plessers         | 1959. március 30. (23 éves)    |      | Standard Liège  |
| 17   | KP    | René Verheyen           | 1952. március 20. (30 éves)    |      | Lokeren         |
| 18   | KP    | Raymond Mommens         | 1958. december 27. (23 éves)   |      | Lokeren         |
| 19   | CS    | Marc Millecamps         | 1950. október 9. (31 éves)     |      | Waregem         |
| 20   | KP    | Guy Vandersmissen       | 1957. december 25. (24 éves)   |      | Standard Liège  |
| 21   | CS    | Alexandre Czerniatynski | 1960. július 28. (21 éves)     |      | Royal Antwerp   |
| 22   | K     | Jacky Munaron           | 1956. szeptember 8. (25 éves)  |      | Anderlecht      |

Jos Daerden sérülése miatt nem utazhatott a tornára. Helyét René Vandereycken vette át.

### El Salvador
Szövetségi kapitány:  Pipo Rodríguez
| Szám | Poszt | Név                  | Születési dátum (Kor)         | Vál. | Klub               |
| ---- | ----- | -------------------- | ----------------------------- | ---- | ------------------ |
| 1    | K     | Luis Guevara Mora    | 1961. szeptember 2. (20 éves) |      | Platense Municipal |
| 2    | V     | Mario Castillo       | 1951. október 30. (30 éves)   |      | Santiagueño        |
| 3    | V     | José Francisco Jovel | 1951. május 26. (31 éves)     |      | Águila             |
| 4    | V     | Carlos Recinos       | 1950. június 30. (31 éves)    |      | FAS                |
| 5    | V     | Ramón Fagoaga        | 1952. január 12. (30 éves)    |      | Atlético Marte     |
| 6    | KP    | Joaquín Ventura      | 1956. október 27. (25 éves)   |      | Santiagueño        |
| 7    | KP    | Silvio Aquino        | 1949. június 30. (32 éves)    |      | Alianza            |
| 8    | KP    | José Luis Rugamas    | 1953. június 5. (29 éves)     |      | Atlético Marte     |
| 9    | CS    | Ever Hernández       | 1958. december 11. (23 éves)  |      | Santiagueño        |
| 10   | KP    | Norberto Huezo       | 1956. június 6. (26 éves)     |      | Valencia CF        |
| 11   | CS    | Mágico González      | 1957. március 13. (25 éves)   |      | Cádiz              |
| 12   | V     | Francisco Osorto     | 1957. március 20. (25 éves)   |      | Santiagueño        |
| 13   | CS    | José María Rivas     | 1958. május 12. (24 éves)     |      | Alianza            |
| 14   | CS    | Luis Ramírez         | 1954. január 6. (28 éves)     |      | Atlético Marte     |
| 15   | V     | Jaime Rodríguez      | 1959. január 17. (23 éves)    |      | Bayer Uerdingen    |
| 16   | KP    | Mauricio Alfaro      | 1956. február 13. (26 éves)   |      | Platense Municipal |
| 17   | CS    | Guillermo Ragazzone  | 1956. január 5. (26 éves)     |      | Atlético Marte     |
| 18   | V     | Miguel Ángel Díaz    | 1957. január 27. (25 éves)    |      | Atlético Marte     |
| 19   | K     | Eduardo Hernández    | 1958. január 31. (24 éves)    |      | Santiagueño        |
| 20   | K     | José Luis Munguía    | 1959. október 28. (22 éves)   |      | FAS                |

- 20 játékos szerepelt az El Salvadori keretben.

### Magyarország
Szövetségi kapitány:  Mészöly Kálmán
| Szám | Poszt | Név              | Születési dátum (Kor)          | Vál. | Klub               |
| ---- | ----- | ---------------- | ------------------------------ | ---- | ------------------ |
| 1    | K     | Mészáros Ferenc  | 1950. április 11. (32 éves)    | 25   | Sporting CP        |
| 2    | V     | Martos Győző     | 1949. december 15. (32 éves)   | 27   | Waterschei         |
| 3    | V     | Bálint László    | 1948. február 1. (34 éves)     | 74   | Toulouse FC        |
| 4    | KP    | Tóth József      | 1951. december 2. (30 éves)    | 47   | Újpesti Dózsa      |
| 5    | KP    | Müller Sándor    | 1948. szeptember 21. (33 éves) | 15   | Hércules           |
| 6    | V     | Garaba Imre      | 1958. július 29. (23 éves)     | 17   | Budapesti Honvéd   |
| 7    | CS    | Fazekas László   | 1947. október 15. (34 éves)    | 87   | Royal Antwerp      |
| 8    | CS    | Nyilasi Tibor    | 1955. január 18. (27 éves)     | 49   | Ferencvárosi TC    |
| 9    | CS    | Törőcsik András  | 1955. május 1. (27 éves)       | 33   | Újpesti Dózsa      |
| 10   | CS    | Kiss László      | 1956. március 12. (26 éves)    | 24   | Vasas              |
| 11   | CS    | Pölöskei Gábor   | 1961. október 11. (20 éves)    | 6    | Ferencvárosi TC    |
| 12   | KP    | Szentes Lázár    | 1955. december 12. (26 éves)   | 1    | Rába ETO           |
| 13   | V     | Rab Tibor        | 1955. október 2. (26 éves)     | 19   | Ferencvárosi TC    |
| 14   | V     | Sallai Sándor    | 1960. március 26. (22 éves)    | 8    | Debreceni MVSC     |
| 15   | CS    | Bodonyi Béla     | 1956. szeptember 14. (25 éves) | 13   | Budapesti Honvéd   |
| 16   | KP    | Csongrádi Ferenc | 1956. március 29. (26 éves)    | 13   | Videoton           |
| 17   | KP    | Csapó Károly     | 1952. február 23. (30 éves)    | 17   | Tatabányai Bányász |
| 18   | V     | Kerekes Attila   | 1954. április 4. (28 éves)     | 10   | Békéscsaba         |
| 19   | V     | Varga József     | 1954. október 9. (27 éves)     | 9    | Budapesti Honvéd   |
| 20   | V     | Csuhay József    | 1957. július 12. (24 éves)     | 0    | Videoton           |
| 21   | K     | Katzirz Béla     | 1953. július 27. (28 éves)     | 15   | Pécsi MSC          |
| 22   | K     | Kiss Imre        | 1957. augusztus 10. (24 éves)  | 0    | Tatabányai Bányász |

## 4. csoport

### Csehszlovákia
Szövetségi kapitány:  Jozef Vengloš
| Szám | Poszt | Név                 | Születési dátum (Kor)         | Vál. | Klub              |
| ---- | ----- | ------------------- | ----------------------------- | ---- | ----------------- |
| 1    | K     | Stanislav Seman     | 1952. augusztus 8. (29 éves)  |      | Lokomotiva Košice |
| 2    | V     | František Jakubec   | 1956. április 12. (26 éves)   |      | Bohemians Praha   |
| 3    | V     | Jan Fiala           | 1956. május 19. (26 éves)     |      | Dukla Praha       |
| 4    | V     | Ladislav Jurkemik   | 1953. július 20. (28 éves)    |      | Inter Bratislava  |
| 5    | V     | Jozef Barmoš        | 1954. augusztus 28. (27 éves) |      | Inter Bratislava  |
| 6    | V     | Rostislav Vojáček   | 1949. február 23. (33 éves)   |      | Baník Ostrava     |
| 7    | KP    | Ján Kozák           | 1954. április 17. (28 éves)   |      | Dukla Praha       |
| 8    | KP    | Antonín Panenka     | 1948. december 2. (33 éves)   |      | Rapid Wien        |
| 9    | CS    | Ladislav Vízek      | 1955. január 22. (27 éves)    |      | Dukla Praha       |
| 10   | CS    | Tomáš Kříž          | 1959. március 17. (23 éves)   |      | Dukla Praha       |
| 11   | CS    | Zdeněk Nehoda       | 1952. május 9. (30 éves)      |      | Dukla Praha       |
| 12   | KP    | Přemysl Bičovský    | 1950. augusztus 18. (31 éves) |      | Bohemians Praha   |
| 13   | KP    | Jan Berger          | 1955. november 27. (26 éves)  |      | Sparta Praha      |
| 14   | V     | Libor Radimec       | 1950. május 22. (32 éves)     |      | Baník Ostrava     |
| 15   | V     | Jozef Kukučka       | 1957. március 13. (25 éves)   |      | Plastika Nitra    |
| 16   | KP    | Pavel Chaloupka     | 1959. május 4. (23 éves)      |      | Bohemians Praha   |
| 17   | KP    | František Štambachr | 1953. február 13. (29 éves)   |      | Dukla Praha       |
| 18   | CS    | Petr Janečka        | 1957. november 25. (24 éves)  |      | Zbrojovka Brno    |
| 19   | CS    | Marián Masný        | 1950. augusztus 13. (31 éves) |      | Slovan Bratislava |
| 20   | CS    | Vlastimil Petržela  | 1953. július 20. (28 éves)    |      | SK Slavia Praha   |
| 21   | K     | Zdeněk Hruška       | 1954. július 25. (27 éves)    |      | Bohemians Praha   |
| 22   | K     | Karel Stromšík      | 1958. április 12. (24 éves)   |      | Dukla Praha       |

### Anglia
Szövetségi kapitány:  Ron Greenwood
| Szám | Poszt | Név             | Születési dátum (Kor)          | Vál. | Klub                   |
| ---- | ----- | --------------- | ------------------------------ | ---- | ---------------------- |
| 1    | K     | Ray Clemence    | 1948. augusztus 5. (33 éves)   |      | Tottenham Hotspur      |
| 2    | V     | Viv Anderson    | 1956. augusztus 29. (25 éves)  |      | Nottingham Forest      |
| 3    | KP    | Trevor Brooking | 1948. október 2. (33 éves)     |      | West Ham United        |
| 4    | V     | Terry Butcher   | 1958. december 28. (23 éves)   |      | Ipswich Town           |
| 5    | KP    | Steve Coppell   | 1955. július 9. (26 éves)      |      | Manchester United      |
| 6    | V     | Steve Foster    | 1957. szeptember 24. (24 éves) |      | Brighton & Hove Albion |
| 7    | CS    | Kevin Keegan    | 1951. február 14. (31 éves)    |      | Southampton            |
| 8    | CS    | Trevor Francis  | 1954. április 19. (28 éves)    |      | Manchester City        |
| 9    | KP    | Glenn Hoddle    | 1957. október 27. (24 éves)    |      | Tottenham Hotspur      |
| 10   | KP    | Terry McDermott | 1951. december 8. (30 éves)    |      | Liverpool              |
| 11   | CS    | Paul Mariner    | 1953. május 22. (29 éves)      |      | Ipswich Town           |
| 12   | V     | Mick Mills      | 1949. január 4. (33 éves)      |      | Ipswich Town           |
| 13   | K     | Joe Corrigan    | 1948. november 18. (33 éves)   |      | Manchester City        |
| 14   | V     | Phil Neal       | 1951. február 20. (31 éves)    |      | Liverpool              |
| 15   | KP    | Graham Rix      | 1957. október 23. (24 éves)    |      | Arsenal                |
| 16   | KP    | Bryan Robson    | 1957. január 11. (25 éves)     |      | Manchester United      |
| 17   | V     | Kenny Sansom    | 1958. szeptember 26. (23 éves) |      | Arsenal                |
| 18   | V     | Phil Thompson   | 1954. január 21. (28 éves)     |      | Liverpool              |
| 19   | KP    | Ray Wilkins     | 1956. szeptember 14. (25 éves) |      | Manchester United      |
| 20   | CS    | Peter Withe     | 1951. augusztus 30. (30 éves)  |      | Aston Villa            |
| 21   | CS    | Tony Woodcock   | 1955. december 6. (26 éves)    |      | 1. FC Köln             |
| 22   | K     | Peter Shilton   | 1949. szeptember 18. (32 éves) |      | Nottingham Forest      |

Az angol válogatott a mezek számozását pozíciók szerinti betűrendbe állította. A 7-es szám kivételével, mivel azt Keegan számára ítélték. A kapusok az angol hagyományoknak megfelelően (természetesen betűrendben) az 1, 13 és 22-es számú mezt viselték.

### Franciaország
Szövetségi kapitány:  Michel Hidalgo
| Szám | Poszt | Név                  | Születési dátum (Kor)         | Vál. | Klub                |
| ---- | ----- | -------------------- | ----------------------------- | ---- | ------------------- |
| 1    | K     | Dominique Baratelli  | 1947. december 26. (34 éves)  |      | Paris Saint-Germain |
| 2    | V     | Manuel Amoros        | 1962. február 1. (20 éves)    |      | Monaco              |
| 3    | V     | Patrick Battiston    | 1957. március 12. (25 éves)   |      | Saint-Étienne       |
| 4    | V     | Maxime Bossis        | 1955. június 26. (26 éves)    |      | Nantes              |
| 5    | V     | Gérard Janvion       | 1953. augusztus 21. (28 éves) |      | Saint-Étienne       |
| 6    | V     | Christian Lopez      | 1953. március 15. (29 éves)   |      | Saint-Étienne       |
| 7    | V     | Philippe Mahut       | 1956. március 4. (26 éves)    |      | Metz                |
| 8    | V     | Marius Trésor        | 1950. január 15. (32 éves)    |      | Girondins Bordeaux  |
| 9    | KP    | Bernard Genghini     | 1958. január 18. (24 éves)    |      | Sochaux             |
| 10   | KP    | Michel Platini       | 1955. június 21. (26 éves)    |      | Saint-Étienne       |
| 11   | KP    | René Girard          | 1954. április 4. (28 éves)    |      | Girondins Bordeaux  |
| 12   | KP    | Alain Giresse        | 1952. augusztus 2. (29 éves)  |      | Girondins Bordeaux  |
| 13   | KP    | Jean-François Larios | 1956. augusztus 27. (25 éves) |      | Saint-Étienne       |
| 14   | KP    | Jean Tigana          | 1955. június 23. (26 éves)    |      | Girondins Bordeaux  |
| 15   | CS    | Bruno Bellone        | 1962. március 14. (20 éves)   |      | Monaco              |
| 16   | CS    | Alain Couriol        | 1958. október 24. (23 éves)   |      | Monaco              |
| 17   | CS    | Bernard Lacombe      | 1952. augusztus 15. (29 éves) |      | Girondins Bordeaux  |
| 18   | CS    | Dominique Rocheteau  | 1955. január 14. (27 éves)    |      | Paris Saint-Germain |
| 19   | CS    | Didier Six           | 1954. augusztus 21. (27 éves) |      | VfB Stuttgart       |
| 20   | CS    | Gérard Soler         | 1954. március 29. (28 éves)   |      | Girondins Bordeaux  |
| 21   | K     | Jean Castaneda       | 1957. március 20. (25 éves)   |      | Saint-Étienne       |
| 22   | K     | Jean-Luc Ettori      | 1955. július 29. (26 éves)    |      | Monaco              |

A francia válogatott a kapusok kivételével a mezek számozását pozíciónként betűrendben osztotta ki.

### Kuvait
Szövetségi kapitány:  Carlos Alberto Parreira
| Szám | Poszt | Név                   | Születési dátum (Kor)          | Vál. | Klub          |
| ---- | ----- | --------------------- | ------------------------------ | ---- | ------------- |
| 1    | K     | Ahmed Al-Tarabulsi    | 1947. március 22. (35 éves)    |      | Kuwait SC     |
| 2    | V     | Naeem Saad            | 1957. október 1. (24 éves)     |      | Al Tadamun SC |
| 3    | V     | Mahboub Juma’a        | 1955. szeptember 17. (26 éves) |      | Al-Salmiya SC |
| 4    | V     | Jamal Al-Qabendi      | 1959. április 7. (23 éves)     |      | Kazma SC      |
| 5    | V     | Valíd al-Dzsászim     | 1959. november 18. (22 éves)   |      | Kuwait SC     |
| 6    | KP    | Saad Al-Houti         | 1954. május 24. (28 éves)      |      | Kuwait SC     |
| 7    | CS    | Fathi Kameel          | 1955. május 23. (27 éves)      |      | Al Tadamun SC |
| 8    | KP    | Abdullah Al-Buloushi  | 1960. február 16. (22 éves)    |      | Al-Arabi SC   |
| 9    | CS    | Dzsászim Jaakúb       | 1953. október 25. (28 éves)    |      | Al-Qadsia SC  |
| 10   | CS    | Abdulaziz Al-Anberi   | 1954. január 3. (28 éves)      |      | Kuwait SC     |
| 11   | KP    | Nassir Al-Ghanim      | 1961. április 4. (21 éves)     |      | Kazma SC      |
| 12   | KP    | Júszuf asz-Szúíd      | 1958. szeptember 20. (23 éves) |      | Kazma SC      |
| 13   | V     | Mubárak Marzúk        | 1961. január 1. (21 éves)      |      | Al Tadamun SC |
| 14   | V     | Abdullah Mayouf       | 1953. december 3. (28 éves)    |      | Kazma SC      |
| 15   | V     | Sami Al-Hashash       | 1959. szeptember 15. (22 éves) |      | Al-Arabi SC   |
| 16   | CS    | Fejszál ad-Dahíl      | 1957. augusztus 13. (24 éves)  |      | Al-Qadsia SC  |
| 17   | V     | Hamoud Al-Shemmari    | 1960. szeptember 26. (21 éves) |      | Kazma SC      |
| 18   | KP    | Mohammed Karam        | 1955. január 1. (27 éves)      |      | Al-Arabi SC   |
| 19   | CS    | Muayad Al-Haddad      | 1960. január 1. (22 éves)      |      | Khaitan SC    |
| 20   | CS    | Abdulaziz Al-Buloushi | 1962. december 4. (19 éves)    |      | Al-Arabi SC   |
| 21   | K     | Adam Marjan           | 1957. szeptember 23. (24 éves) |      | Kazma SC      |
| 22   | K     | Jasem Bahman          | 1958. február 15. (24 éves)    |      | Al-Qadsia SC  |

## 5. csoport

### Honduras
Szövetségi kapitány:  José de la Paz Herrera
| Szám | Poszt | Név                     | Születési dátum (Kor)          | Vál. | Klub        |
| ---- | ----- | ----------------------- | ------------------------------ | ---- | ----------- |
| 1    | K     | José Nazar              | 1953. szeptember 7. (28 éves)  |      | Universidad |
| 2    | V     | Efrain Gutiérrez        | 1954. május 7. (28 éves)       |      | Universidad |
| 3    | V     | Jaime Villegas          | 1950. július 5. (31 éves)      |      | Real España |
| 4    | V     | Fernando Bulnes         | 1946. október 21. (35 éves)    |      | Olimpia     |
| 5    | V     | Allan Anthony Costly    | 1954. december 13. (27 éves)   |      | Real España |
| 6    | KP    | Ramón Maradiaga         | 1954. október 30. (27 éves)    |      | Motagua     |
| 7    | CS    | Eduardo Laing           | 1958. december 27. (23 éves)   |      | Platense    |
| 8    | KP    | Francisco Javier Toledo | 1959. szeptember 30. (22 éves) |      | Marathón    |
| 9    | CS    | Porfirio Betancourt     | 1956. augusztus 23. (25 éves)  |      | Strasbourg  |
| 10   | CS    | Roberto Figueroa        | 1959. december 15. (22 éves)   |      | Vida        |
| 11   | KP    | David Bueso             | 1955. május 5. (27 éves)       |      | Motagua     |
| 12   | V     | Domingo Drummond        | 1957. április 14. (25 éves)    |      | Platense    |
| 13   | KP    | Prudencio Norales       | 1956. április 20. (26 éves)    |      | Olimpia     |
| 14   | KP    | Juan Cruz               | 1959. február 27. (23 éves)    |      | Universidad |
| 15   | KP    | Héctor Zelaya           | 1957. július 12. (24 éves)     |      | Motagua     |
| 16   | CS    | Roberto Bailey          | 1952. augusztus 10. (29 éves)  |      | Marathón    |
| 17   | V     | José Cruz               | 1949. június 12. (33 éves)     |      | Motagua     |
| 18   | KP    | Carlos Caballero        | 1958. december 5. (23 éves)    |      | Real España |
| 19   | CS    | Celso Güity             | 1955. augusztus 7. (26 éves)   |      | Marathón    |
| 20   | KP    | Gilberto Yearwood       | 1956. március 15. (26 éves)    |      | Valladolid  |
| 21   | K     | Julio César Arzú        | 1954. június 5. (28 éves)      |      | Real España |
| 22   | K     | Jimmy Steward           | 1946. december 9. (35 éves)    |      | Real España |

### Észak-Írország
Szövetségi kapitány:  Billy Bingham
| Szám | Poszt | Név              | Születési dátum (Kor)          | Vál. | Klub              |
| ---- | ----- | ---------------- | ------------------------------ | ---- | ----------------- |
| 1    | K     | Pat Jennings     | 1945. június 12. (37 éves)     |      | Arsenal           |
| 2    | V     | Jimmy Nicholl    | 1956. február 28. (26 éves)    |      | Toronto Blizzard  |
| 3    | V     | Mal Donaghy      | 1957. szeptember 13. (24 éves) |      | Luton Town        |
| 4    | KP    | David McCreery   | 1957. szeptember 16. (24 éves) |      | Tulsa Roughnecks  |
| 5    | V     | Chris Nicholl    | 1946. október 12. (35 éves)    |      | Southampton       |
| 6    | V     | John O’Neill     | 1958. március 11. (24 éves)    |      | Leicester City    |
| 7    | KP    | Noel Brotherston | 1956. november 18. (25 éves)   |      | Blackburn Rovers  |
| 8    | KP    | Martin O’Neill   | 1952. március 1. (30 éves)     |      | Norwich City      |
| 9    | CS    | Gerry Armstrong  | 1954. május 23. (28 éves)      |      | Watford           |
| 10   | KP    | Sammy McIlroy    | 1954. augusztus 2. (27 éves)   |      | Stoke City        |
| 11   | CS    | Billy Hamilton   | 1957. május 9. (25 éves)       |      | Burnley           |
| 12   | V     | John McClelland  | 1955. december 7. (26 éves)    |      | Rangers           |
| 13   | V     | Sammy Nelson     | 1949. április 1. (33 éves)     |      | Brighton          |
| 14   | KP    | Tommy Cassidy    | 1950. november 18. (31 éves)   |      | Burnley           |
| 15   | KP    | Tommy Finney     | 1952. november 6. (29 éves)    |      | Cambridge United  |
| 16   | KP    | Norman Whiteside | 1965. május 7. (17 éves)       |      | Manchester United |
| 17   | K     | Jim Platt        | 1952. január 26. (30 éves)     |      | Middlesbrough     |
| 18   | KP    | Johnny Jameson   | 1958. március 11. (24 éves)    |      | Glentoran         |
| 19   | CS    | Felix Healy      | 1955. szeptember 27. (26 éves) |      | Coleraine         |
| 20   | KP    | Jim Cleary       | 1956. május 27. (26 éves)      |      | Glentoran         |
| 21   | CS    | Bobby Campbell   | 1956. szeptember 13. (25 éves) |      | Bradford City     |
| 22   | K     | George Dunlop    | 1956. január 16. (26 éves)     |      | Linfield          |

### Spanyolország
Szövetségi kapitány:  José Santamaría
| Szám | Poszt | Név                     | Születési dátum (Kor)          | Vál. | Klub              |
| ---- | ----- | ----------------------- | ------------------------------ | ---- | ----------------- |
| 1    | K     | Luis Arconada           | 1954. június 26. (27 éves)     |      | Real Sociedad     |
| 2    | V     | José Antonio Camacho    | 1955. június 8. (27 éves)      |      | Real Madrid       |
| 3    | V     | Rafael Gordillo         | 1957. február 24. (25 éves)    |      | Real Betis        |
| 4    | KP    | Miguel Ángel Alonso     | 1953. február 1. (29 éves)     |      | Real Sociedad     |
| 5    | V     | Miguel Tendillo         | 1961. február 1. (21 éves)     |      | Valencia          |
| 6    | V     | José Ramón Alexanko     | 1956. május 19. (26 éves)      |      | Barcelona         |
| 7    | CS    | Juanito                 | 1954. november 10. (27 éves)   |      | Real Madrid       |
| 8    | KP    | Joaquín                 | 1956. június 9. (26 éves)      |      | Sporting de Gijón |
| 9    | CS    | Jesús María Satrústegui | 1954. január 1. (-1942 éves)   |      | Real Sociedad     |
| 10   | KP    | Jesús María Zamora      | 1955. január 1. (27 éves)      |      | Real Sociedad     |
| 11   | CS    | Roberto López Ufarte    | 1958. április 19. (24 éves)    |      | Real Sociedad     |
| 12   | V     | Santiago Urquiaga       | 1958. április 14. (24 éves)    |      | Athletic Bilbao   |
| 13   | V     | Manuel Jiménez          | 1956. október 27. (25 éves)    |      | Sporting de Gijón |
| 14   | V     | Antonio Maceda          | 1957. május 16. (25 éves)      |      | Sporting de Gijón |
| 15   | KP    | Enrique Saura           | 1954. augusztus 2. (27 éves)   |      | Valencia CF       |
| 16   | KP    | José Vicente Sánchez    | 1956. október 8. (25 éves)     |      | Barcelona         |
| 17   | KP    | Ricardo Gallego         | 1959. február 2. (23 éves)     |      | Real Madrid       |
| 18   | CS    | Pedro Uralde            | 1958. március 2. (24 éves)     |      | Real Sociedad     |
| 19   | CS    | Santillana              | 1952. augusztus 23. (29 éves)  |      | Real Madrid       |
| 20   | CS    | Quini                   | 1949. szeptember 23. (32 éves) |      | Barcelona         |
| 21   | K     | Urruti                  | 1952. február 17. (30 éves)    |      | Barcelona         |
| 22   | K     | Miguel Ángel            | 1947. december 24. (34 éves)   |      | Real Madrid       |

### Jugoszlávia
Szövetségi kapitány:  Miljan Miljanić
| Szám | Poszt | Név               | Születési dátum (Kor)          | Vál. | Klub                |
| ---- | ----- | ----------------- | ------------------------------ | ---- | ------------------- |
| 1    | K     | Dragan Pantelić   | 1951. december 9. (30 éves)    |      | Girondins Bordeaux  |
| 2    | V     | Ive Jerolimov     | 1958. március 30. (24 éves)    |      | Rijeka              |
| 3    | KP    | Ivan Gudelj       | 1960. szeptember 21. (21 éves) |      | Hajduk Split        |
| 4    | V     | Velimir Zajec     | 1956. február 2. (-1944 éves)  |      | Dinamo Zagreb       |
| 5    | V     | Nenad Stojković   | 1956. május 26. (26 éves)      |      | Partizan Beograd    |
| 6    | V     | Zlatko Krmpotić   | 1958. augusztus 7. (23 éves)   |      | Crvena Zvezda       |
| 7    | CS    | Vladimir Petrović | 1955. július 1. (26 éves)      |      | Crvena Zvezda       |
| 8    | KP    | Edhem Šljivo      | 1950. március 16. (32 éves)    |      | Nice                |
| 9    | V     | Zoran Vujović     | 1958. augusztus 26. (23 éves)  |      | Hajduk Split        |
| 10   | KP    | Zvonko Živković   | 1959. október 31. (22 éves)    |      | Partizan Beograd    |
| 11   | CS    | Zlatko Vujović    | 1958. augusztus 26. (23 éves)  |      | Hajduk Split        |
| 12   | K     | Ivan Pudar        | 1961. augusztus 16. (20 éves)  |      | Hajduk Split        |
| 13   | KP    | Safet Sušić       | 1955. április 13. (27 éves)    |      | FK Sarajevo         |
| 14   | V     | Nikola Jovanović  | 1952. szeptember 18. (29 éves) |      | Budućnost Titograd  |
| 15   | V     | Miloš Hrstić      | 1955. november 20. (26 éves)   |      | HNK Rijeka          |
| 16   | CS    | Miloš Šestić      | 1956. augusztus 8. (25 éves)   |      | Crvena Zvezda       |
| 17   | KP    | Jurica Jerković   | 1950. február 25. (32 éves)    |      | FC Zürich           |
| 18   | CS    | Stjepan Deverić   | 1961. augusztus 20. (20 éves)  |      | Dinamo Zagreb       |
| 19   | CS    | Vahid Halilhodžić | 1952. október 15. (29 éves)    |      | FC Nantes           |
| 20   | CS    | Ivica Šurjak      | 1953. március 23. (29 éves)    |      | Paris Saint-Germain |
| 21   | CS    | Predrag Pašić     | 1958. október 18. (23 éves)    |      | FK Sarajevo         |
| 22   | K     | Ratko Svilar      | 1950. május 6. (32 éves)       |      | Royal Antwerp       |

## 6. csoport

### Brazília
Szövetségi kapitány:  Telê Santana
| Szám | Poszt | Név              | Születési dátum (Kor)         | Vál. | Klub             |
| ---- | ----- | ---------------- | ----------------------------- | ---- | ---------------- |
| 1    | K     | Waldir Peres     | 1951. február 2. (31 éves)    | 23   | São Paulo        |
| 2    | V     | Leandro          | 1959. március 17. (23 éves)   | 6    | Flamengo         |
| 3    | V     | Oscar            | 1954. június 20. (27 éves)    | 36   | São Paulo        |
| 4    | V     | Luizinho         | 1958. október 22. (23 éves)   | 24   | Atlético Mineiro |
| 5    | KP    | Toninho Cerezo   | 1955. április 21. (27 éves)   | 49   | Atlético Mineiro |
| 6    | V     | Júnior           | 1956. június 29. (25 éves)    | 35   | Flamengo         |
| 7    | CS    | Paulo Isidoro    | 1953. augusztus 3. (28 éves)  | 28   | Grêmio           |
| 8    | KP    | Sócrates         | 1954. február 19. (28 éves)   | 33   | Corinthians      |
| 9    | CS    | Serginho         | 1953. december 23. (28 éves)  | 15   | São Paulo        |
| 10   | KP    | Zico             | 1953. március 3. (29 éves)    | 56   | Flamengo         |
| 11   | CS    | Éder             | 1957. május 25. (25 éves)     | 24   | Atlético Mineiro |
| 12   | K     | Paulo Sérgio     | 1954. július 24. (27 éves)    | 3    | Botafogo         |
| 13   | V     | Edevaldo         | 1958. január 28. (24 éves)    | 17   | Internacional    |
| 14   | V     | Juninho          | 1958. augusztus 29. (23 éves) | 4    | Ponte Preta      |
| 15   | KP    | Falcão           | 1953. október 16. (28 éves)   | 17   | Roma             |
| 16   | V     | Edinho           | 1955. június 5. (27 éves)     | 34   | Fluminense       |
| 17   | V     | Pedrinho         | 1957. október 22. (24 éves)   | 8    | Vasco da Gama    |
| 18   | KP    | Batista          | 1955. március 8. (27 éves)    | 32   | Grêmio           |
| 19   | KP    | Renato           | 1957. február 21. (25 éves)   | 13   | São Paulo        |
| 20   | CS    | Roberto Dinamite | 1954. április 13. (28 éves)   | 32   | Vasco da Gama    |
| 21   | KP    | Dirceu           | 1952. június 15. (29 éves)    | 23   | Atlético Madrid  |
| 22   | K     | Carlos           | 1956. március 4. (26 éves)    | 6    | Ponte Preta      |

### Új-Zéland
Szövetségi kapitány:  John Adshead
| Szám | Poszt | Név              | Születési dátum (Kor)          | Vál. | Klub                 |
| ---- | ----- | ---------------- | ------------------------------ | ---- | -------------------- |
| 1    | K     | Richard Wilson   | 1956. május 8. (26 éves)       |      | Preston Macedonia    |
| 2    | V     | Glenn Dods       | 1957. július 7. (24 éves)      |      | Adelaide City        |
| 3    | V     | Ricki Herbert    | 1961. április 10. (21 éves)    |      | Mount Wellington     |
| 4    | KP    | Brian Turner     | 1949. július 31. (32 éves)     |      | Gisborne City        |
| 5    | V     | Dave Bright      | 1949. november 29. (32 éves)   |      | Manurewa AFC         |
| 6    | V     | Bobby Almond     | 1951. április 16. (31 éves)    |      | Invercargill Thistle |
| 7    | CS    | Wynton Rufer     | 1962. december 29. (19 éves)   |      | Miramar Rangers      |
| 8    | KP    | Duncan Cole      | 1958. július 12. (23 éves)     |      | Hanimex United       |
| 9    | CS    | Steve Wooddin    | 1955. január 16. (27 éves)     |      | South Melbourne FC   |
| 10   | KP    | Steve Sumner     | 1955. április 2. (27 éves)     |      | West Adelaide Hellas |
| 11   | KP    | Sam Malcolmson   | 1948. április 2. (34 éves)     |      | East Coast Bays AFC  |
| 12   | KP    | Keith Mackay     | 1956. december 8. (25 éves)    |      | Gisborne City        |
| 13   | KP    | Kenny Cresswell  | 1958. június 4. (24 éves)      |      | Gisborne City        |
| 14   | V     | Adrian Elrick    | 1949. szeptember 29. (32 éves) |      | Hanimex United       |
| 15   | V     | John Hill        | 1950. január 7. (32 éves)      |      | Gisborne City        |
| 16   | V     | Glen Adam        | 1959. május 22. (23 éves)      |      | Mount Wellington     |
| 17   | KP    | Allan Boath      | 1958. február 14. (24 éves)    |      | West Adelaide Hellas |
| 18   | KP    | Peter Simonsen   | 1959. április 17. (23 éves)    |      | Manurewa AFC         |
| 19   | KP    | Billy McClure    | 1958. január 4. (24 éves)      |      | Mount Wellington     |
| 20   | CS    | Grant Turner     | 1958. október 7. (23 éves)     |      | Gisborne City        |
| 21   | K     | Barry Pickering  | 1956. december 12. (25 éves)   |      | Miramar Rangers      |
| 22   | K     | Frank van Hattum | 1958. november 17. (23 éves)   |      | Manurewa AFC         |

### Skócia
Szövetségi kapitány:  Jock Stein
| Szám | Poszt | Név             | Születési dátum (Kor)          | Vál. | Klub              |
| ---- | ----- | --------------- | ------------------------------ | ---- | ----------------- |
| 1    | K     | Alan Rough      | 1951. november 25. (30 éves)   |      | Partick Thistle   |
| 2    | V     | Danny McGrain   | 1950. május 1. (32 éves)       |      | Celtic            |
| 3    | V     | Frank Gray      | 1954. október 27. (27 éves)    |      | Leeds United      |
| 4    | KP    | Graeme Souness  | 1953. május 6. (29 éves)       |      | Liverpool         |
| 5    | V     | Alan Hansen     | 1955. június 13. (27 éves)     |      | Liverpool         |
| 6    | V     | Willie Miller   | 1955. május 2. (27 éves)       |      | Aberdeen          |
| 7    | KP    | Gordon Strachan | 1957. február 9. (25 éves)     |      | Aberdeen          |
| 8    | CS    | Kenny Dalglish  | 1951. március 4. (31 éves)     |      | Liverpool         |
| 9    | CS    | Alan Brazil     | 1959. június 15. (22 éves)     |      | Ipswich Town      |
| 10   | KP    | John Wark       | 1957. augusztus 4. (24 éves)   |      | Ipswich Town      |
| 11   | CS    | John Robertson  | 1953. január 20. (29 éves)     |      | Nottingham Forest |
| 12   | K     | George Wood     | 1952. szeptember 26. (29 éves) |      | Arsenal           |
| 13   | V     | Alex McLeish    | 1959. január 21. (23 éves)     |      | Aberdeen          |
| 14   | V     | David Narey     | 1956. június 12. (26 éves)     |      | Dundee United     |
| 15   | CS    | Joe Jordan      | 1951. december 15. (30 éves)   |      | AC Milan          |
| 16   | KP    | Asa Hartford    | 1950. október 24. (31 éves)    |      | Manchester City   |
| 17   | V     | Allan Evans     | 1956. október 12. (25 éves)    |      | Aston Villa       |
| 18   | CS    | Steve Archibald | 1956. szeptember 27. (25 éves) |      | Tottenham Hotspur |
| 19   | CS    | Paul Sturrock   | 1956. október 10. (25 éves)    |      | Dundee United     |
| 20   | KP    | David Provan    | 1956. május 8. (26 éves)       |      | Celtic            |
| 21   | V     | George Burley   | 1956. június 3. (26 éves)      |      | Ipswich Town      |
| 22   | K     | Jim Leighton    | 1958. július 24. (23 éves)     |      | Aberdeen          |

### Szovjetunió
Szövetségi kapitány:  Konsztantyin Beszkov
| Szám | Poszt | Név                  | Születési dátum (Kor)         | Vál. | Klub             |
| ---- | ----- | -------------------- | ----------------------------- | ---- | ---------------- |
| 1    | K     | Rinat Daszajev       | 1957. június 13. (25 éves)    | 21   | Szpartak Moszkva |
| 2    | V     | Tengiz Szulakvelidze | 1956. július 23. (25 éves)    | 16   | Dinamo Tbiliszi  |
| 3    | V     | Alekszandr Csivadze  | 1955. április 8. (27 éves)    | 15   | Dinamo Tbiliszi  |
| 4    | V     | Vagiz Higyijatullin  | 1959. március 3. (23 éves)    | 26   | CSZKA Moszkva    |
| 5    | V     | Szerhij Baltacsa     | 1958. február 17. (24 éves)   | 11   | Dinamo Kijev     |
| 6    | V     | Anatolij Demjanenko  | 1959. február 19. (23 éves)   | 8    | Dinamo Kijev     |
| 7    | CS    | Ramaz Sengelija      | 1957. január 1. (25 éves)     | 16   | Dinamo Tbiliszi  |
| 8    | KP    | Volodimir Bezszonov  | 1958. március 5. (24 éves)    | 32   | Dinamo Kijev     |
| 9    | KP    | Jurij Gavrilov       | 1953. május 3. (29 éves)      | 28   | Szpartak Moszkva |
| 10   | KP    | Koren Oganeszjan     | 1955. január 10. (27 éves)    | 17   | Ararat Jereván   |
| 11   | CS    | Oleh Blohin          | 1952. november 5. (29 éves)   | 78   | Dinamo Kijev     |
| 12   | KP    | Andrij Bal           | 1958. február 16. (24 éves)   | 4    | Dinamo Kijev     |
| 13   | KP    | Vitalij Daraszelija  | 1957. október 9. (24 éves)    | 18   | Dinamo Tbiliszi  |
| 14   | V     | Szergej Borovszkij   | 1956. január 29. (26 éves)    | 5    | Dinamo Minszk    |
| 15   | CS    | Szergej Andrejev     | 1956. május 16. (26 éves)     | 18   | SZKA Rosztov     |
| 16   | CS    | Szergej Rogyionov    | 1962. szeptember 3. (19 éves) | 2    | Szpartak Moszkva |
| 17   | KP    | Leonyid Burjak       | 1953. július 10. (28 éves)    | 43   | Dinamo Kijev     |
| 18   | V     | Jurij Szuszloparov   | 1958. augusztus 14. (23 éves) | 6    | Torpedo Moszkva  |
| 19   | KP    | Vadim Jevtusenko     | 1958. január 1. (24 éves)     | 2    | Dinamo Kijev     |
| 20   | V     | Oleg Romancev        | 1954. január 4. (28 éves)     | 9    | Szpartak Moszkva |
| 21   | K     | Viktor Csanov        | 1959. július 21. (22 éves)    | 1    | Dinamo Kijev     |
| 22   | K     | Vjacseszlav Csanov   | 1951. október 23. (30 éves)   | 0    | Torpedo Moszkva  |